# حكومة الفيلالي الثانية
الحكومة الفيلالي الثانية هي لحكومة الثالثة والعشرون للمغرب منذ استقلالها في 1955، تشكلت في 31 يناير 1995 وحلت محلها في 13 أغسطس 1997 حكومة الفيلالي الثالثة.

## تدريب
في 31 يناير 1995، تم حل حكومة الفيلالي الأولى واستبدالها بحكومة جديدة تضم 35 حقيبة وزارية.

## التركيبة
|    | الصورة | المنصب                                                                          | الإسم                     | الحزب                   |
| -- | ------ | ------------------------------------------------------------------------------- | ------------------------- | ----------------------- |
| 1  |        | الوزير الأول و وزير الخارجية                                                    | عبد اللطيف الفيلالي       |                         |
| 2  |        | وزير الدولة                                                                     | مولاي احمد العلوي         |                         |
| 3  |        | وزير الدولة للداخلية والإعلام                                                   | ادريس البصري              |                         |
| 4  |        | وزير العدل                                                                      | عبد الرحمن أملو           | الإتحاد الدستوري        |
| 5  |        | وزير المالية و الإستثمارات الخارجية                                             | محمد القباج               |                         |
| 6  |        | وزير الفلاحة و الإستثمار الفلاحي                                                | حسن أبو أيوب              |                         |
|    |        | وزير الصيد البحري و الملاحة التجارية                                            | المصطفى ساهل              |                         |
| 7  |        | وزير الأشغال العمومية                                                           | عبد العزيز مزيان بلفقيه   |                         |
| 8  |        | وزير الإتصال المتحدث الرسمي باسم الحكومة                                        | إدريس العلوي المدغري      |                         |
| 9  |        | وزير التجارة و الصناعة و الصناعة التقليدية                                      | ادريس جطو                 |                         |
| 10 |        | وزير الأوقاف و الشؤون الإسلامية                                                 | عبد الكبير المدغري العلوي |                         |
| 11 |        | وزير الطاقة و المعادن                                                           | عبد اللطيف الكراوي        |                         |
| 12 |        | الأمين العام للحكومة                                                            | عبد الصادق ربيع           |                         |
| 13 |        | وزير الخوصصة منتدبا لدى الوزير الأول مكلفا بمنشآت الدولة                        | عبد الرحمن السعيدي        |                         |
| 14 |        | وزير الشؤون الثقافية                                                            | عبد الله أزماني           | الإتحاد الدستوري        |
| 15 |        | الوزير المكلف بالعلاقات مع البرلمان                                             | عبد السلام بركة           | الإتحاد الدستوري        |
| 16 |        | وزير الصحة العمومية                                                             | أحمد العلمي               |                         |
| 17 |        | وزير التعليم العالي و تكوين الأطر و البحث العلمي                                | ادريس خليل                |                         |
| 18 |        | وزير التربية الوطنية                                                            | رشيد بلمختار              |                         |
| 19 |        | وزير النقل                                                                      | سعيد أمسكان               | الحركة الشعبية          |
| 20 |        | وزير البريد و المواصلات                                                         | حمزة الكتاني              | الإتحاد الدستوري        |
| 21 |        | وزير الشباب و الرياضة                                                           | أحمد مزيان                |                         |
| 22 |        | وزير التشغيل والشؤون الاجتماعية                                                 | أمين الدمناتي             |                         |
| 23 |        | وزير الإسكان                                                                    | سعيد الفاسي               | الإتحاد الدستوري        |
| 24 |        | وزير السياحة                                                                    | محمد العلوي المحمدي       | الإتحاد الدستوري        |
| 25 |        | وزير التكوين المهني                                                             | عبد السلام بروال          |                         |
| 26 |        | وزير البيئة                                                                     | نور الدين بنعمر العلمي    |                         |
| 27 |        | وزير التجارة الخارجية                                                           | محمد العلمي               |                         |
| 28 |        | الوزير المنتدب لدى الوزير الأول                                                 | عبد الرحمن السباعي        |                         |
| 29 |        | الوزير المنتدب لدى الوزير الأول المكلف بالشؤون الادارية                         | مسعود المنصوري            | الحركة الشعبية          |
| 30 |        | الوزير المنتدب لدى الوزير الأول المكلف بتأهيل الاقتصاد                          | محمد حمة                  |                         |
| 31 |        | الوزير المنتدب لدى الوزير الأول المكلف بحقوق الإنسان                            | محمد زيان                 | الإتحاد الدستوري        |
| 32 |        | الوزير المنتدب لدى الوزير الأول مكلف بالسكنى                                    | لامين بنعمر               | الحزب الوطني الديمقراطي |
| 33 |        | كاتب الدولة للشؤون الخارجية والتعاون                                            | الطيب الفاسي الفهري       |                         |
| 34 |        | نائب كاتب الدولة لدى وزير الشؤون الخارجية مكلف بشؤون المغاربة المقيمين بالخارج  | لحسن كابون                | الحزب الوطني الديمقراطي |
| 35 |        | نائب كاتب الدولة لدى وزير الشؤون الخارجية مكلف بالعلاقات مع اتحاد المغرب العربي | عبد العزيز المسيوي        | الإتحاد الدستوري        |

في 25 يناير 1996 بالإضافة إلى وزارة العدل ، تم تعيين عبد الرحمن أمالو وزيراً مكلفاً بحقوق الإنسان بالإضافة إلى وزارة العدل بعد استقالة محمد زيان.

## مذكرات و مراجع
1. ↑  Historique des gouvernements marocains نسخة محفوظة 2012-04-04 على موقع واي باك مشين.
2. ↑   بي دي إف  "Dahir n°1-96-23 du 9 kaada 1416 (29 mars 1996) mettant fin aux fonctions de Mohamed Ziane" (PDF). Bulletin officiel du Royaume du Maroc ع. 4370: 169. avril 1996. مؤرشف من الأصل (PDF) في 2016-03-03. اطلع عليه بتاريخ 7 décembre 2012. {{استشهاد بدورية محكمة}}: تحقق من التاريخ في: |تاريخ الوصول= و|تاريخ= (مساعدة)